# Philonotis hermannii
Philonotis hermannii är en bladmossart som beskrevs av H. Robinson 1980. Philonotis hermannii ingår i släktet källmossor, och familjen Bartramiaceae. Inga underarter finns listade i Catalogue of Life.